# Miタウンページ
miタウンページ（マイタウンページ）とはNTT番号情報株式会社が運営を行っていたiタウンページの東京エリア限定のサービス。2010年9月30日にサービスを終了している。
利用者のお気に入りスポット（ショッピングエリア等）の地図をマイタウンとして登録することで、マイタウン内のお店のクーポンや割引情報の他、地図でお店を探すことができた。
マイタウンの登録は最大5箇所まで。マイタウンのお店のクーポン・割引情報をメールで受けとることも可能だった。